# ゴウザンゴマシジミ
ゴウザンゴマシジミ（Phengaris arion）は、シジミチョウ科に属するチョウの一種。アリオンゴマシジミという和名でも知られる。

## 分布
西ヨーロッパからロシア、中国までの、旧北区のひろい範囲に分布する。ヨーロッパにおいては、ポーランド、チェコ、スロバキア、ドイツ、フランス、スイス、オーストリア、ユーゴスラビア、スロベニア、ハンガリー、ロシア、ルーマニア、ウクライナ、トルコ、スペイン、ブルガリア、クロアチア、イタリア、リトアニア、ベルギー、ラトビア、エストニア、デンマーク、スウェーデン、アルバニア、ギリシャ、フィンランド、ルクセンブルクから知られているほか、後述するように、オランダでは絶滅が確認され、イギリスでは絶滅後に再導入が行われている。東アジアでは中国のほか、モンゴルや沿海州、朝鮮半島北部などに分布するとされているが、東アジアの個体群の分類学的地位は安定しておらず、とくに本種の分布域の東端は不確定である。

### 絶滅と再導入
本種は20世紀以降、ヨーロッパ各地で個体数が減少しており、とくに分布域の北部では減少が著しい。オランダでは1964年に、イギリスでは1979年に絶滅し、ベルギー、デンマーク、フィンランド、スウェーデンではいくつかの地域個体群が現存するのみであるという。
イギリスでは、最後の生息地域として知られていたコーンウォール州北東部とデボン州北西部においても1960年代には絶滅が危ぶまれる状態となり、より効果的な保全を行うため、1970年代から本種の生態にかんする集中的な研究が行われるようになった。この研究と保全は結果的には間に合わず、本種はイギリスから一度姿を消すこととなるが、本種の生態にかんする知見の蓄積はその後、スウェーデンの個体群をイギリスに再導入する際に活かされることとなった。再導入は現在のところ成功をおさめており、近年ではイギリスの再導入地域が、ヨーロッパの中でもっとも本種の生息密度の高い場所となっている。保全のために重要なのは本種、および幼虫の食草や寄主アリの生息に適した草丈の低い草原環境の維持であり、再導入地域ではそのために低木の伐採や放牧などが行われている。地域ごとに生態に差が見られる場合があるため、イギリスで成功をおさめた保全計画がヨーロッパの他の地域個体群にそのまま適用できるわけではなく、また、イギリスにおいても気候変動などでふたたび個体数が減少に転じる可能性は残されており、今後の研究の進展や保全のゆくえが注目される。

## 形態
成虫の前翅表は光沢のある明るい青色で、外縁部の黒色帯によって縁取られる。縁毛は白い。中室外側には列状の黒色紋があるが、個体変異が大きい。あまり目立つものではないが性的二型が見られ、オスに比べてメスは一般に翅表が暗い傾向がある。翅裏は灰色から灰褐色だが、後翅翅裏の基部から後縁にかけては青緑色がかった色彩を呈する。

## 生態
本種は、卵から孵化したのち終齢幼虫になるまでは植物を食べて成長し、終齢期になるとアリの巣内でアリの幼虫を食べるようになる複雑な生活環をもち、アリと関係の深い好蟻性（英語: myrmecophilous） 昆虫として知られている。本種の基本的な生活史は古くから知られていたが、1970年代イギリスにおける個体数の激減にともなう研究の進展によって、生態にかんする知見の蓄積が進むこととなった。
成虫は6月から7月に出現し、幼虫の食草となる植物の花序に産卵する。卵はおよそ1週間後に孵化し、幼虫は3週間ほど食草を摂食して成長する。成長して終齢（4齢）にいたった幼虫は食草を降り、採餌行動中のアリによって巣に運び込まれる。巣内に侵入した幼虫はアリの幼虫を捕食して成長し、およそ9か月後には蛹化する。その3週間ほど後には成虫が羽化して巣の外に這い出して翅を伸ばし、ふたたび成虫が出現することで生活史を完了する。成虫は短命であることが知られており、羽化後3 - 9日しか生存しない。
幼虫の食草として利用されるのは基本的にイブキジャコウソウ属 Thymus に属する種（タイム）に限定されるが、タイムが利用できない際などにはオレガノ Origanum vulgare が利用される場合もある。終齢幼虫の寄主として選択されるアリはクシケアリ属 Myrmica に限定される。寄主アリは、イギリスでは基本的に Myrmica sabuleti 一種に限定される。M. sabuleti とごく近縁な種である M. scabrinodis の巣内で発育する幼虫もいるが、生存率が大きく下がるため、あくまで主要な寄主アリは M. sabuleti であるとされている。しかしながら、ヨーロッパの他の地域においては状況が異なり、M. sabuleti が分布しない地域における本種の生息やM. lobicornis などの他のクシケアリの利用が報告されるなど、本種の寄主特異性が従来考えられていたものよりも複雑である可能性が示唆されている。
本種の終齢幼虫は体表に蜜腺（dorsal nectary organ）などの高度に発達したアリ関連器官を有しており、アリの巣に侵入する際にこれらの器官を用いていると考えられている。また、アリの巣内における長期の生存を可能とするために化学擬態（英語: chemical mimicry）や音響擬態を行っている可能性も報告されており、本種の幼虫期における寄生的な生活様式はさまざまなシグナルの関与によって成立していると考えられている。

## ギャラリー

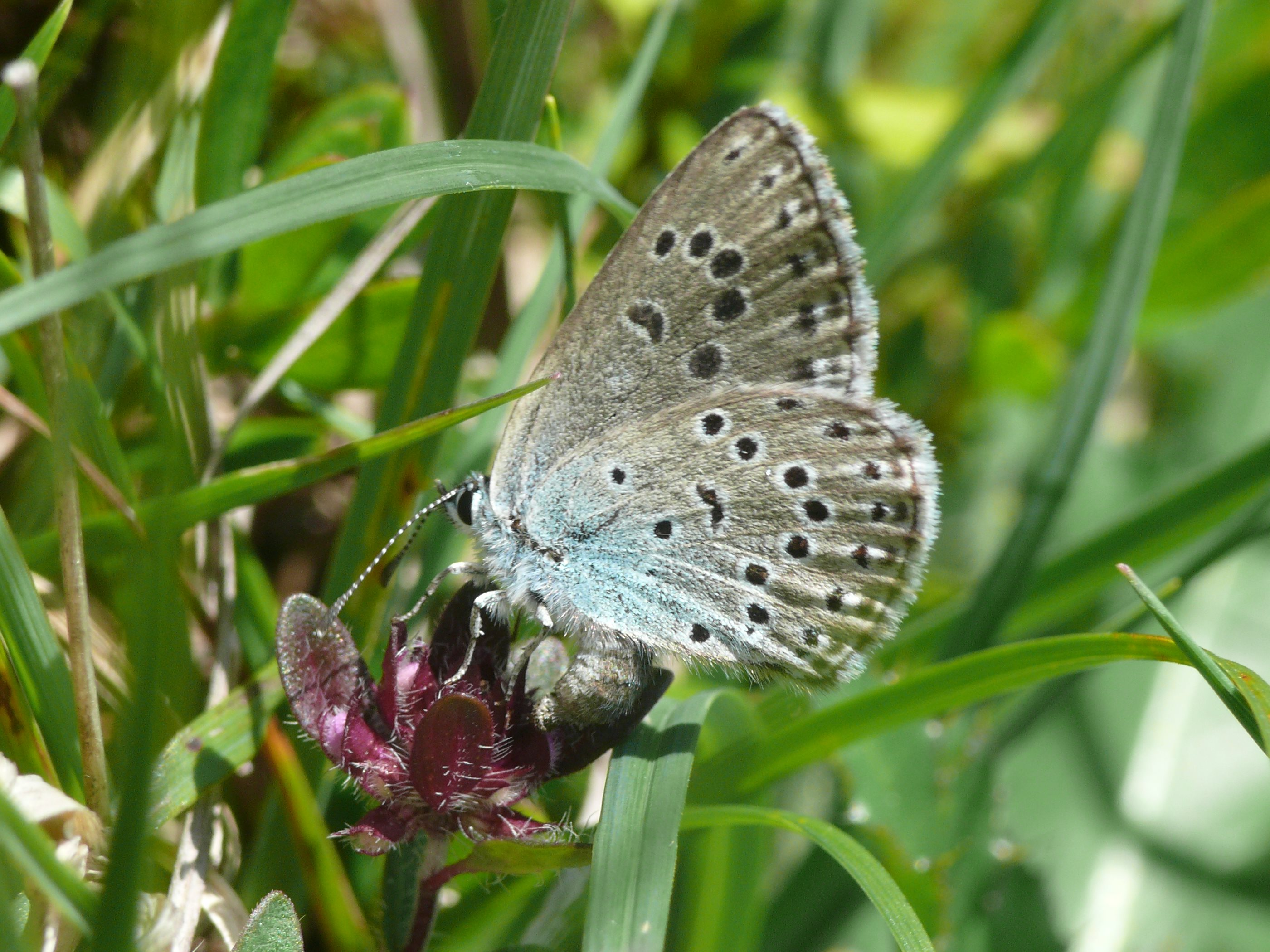
タイムに産卵する♀成虫
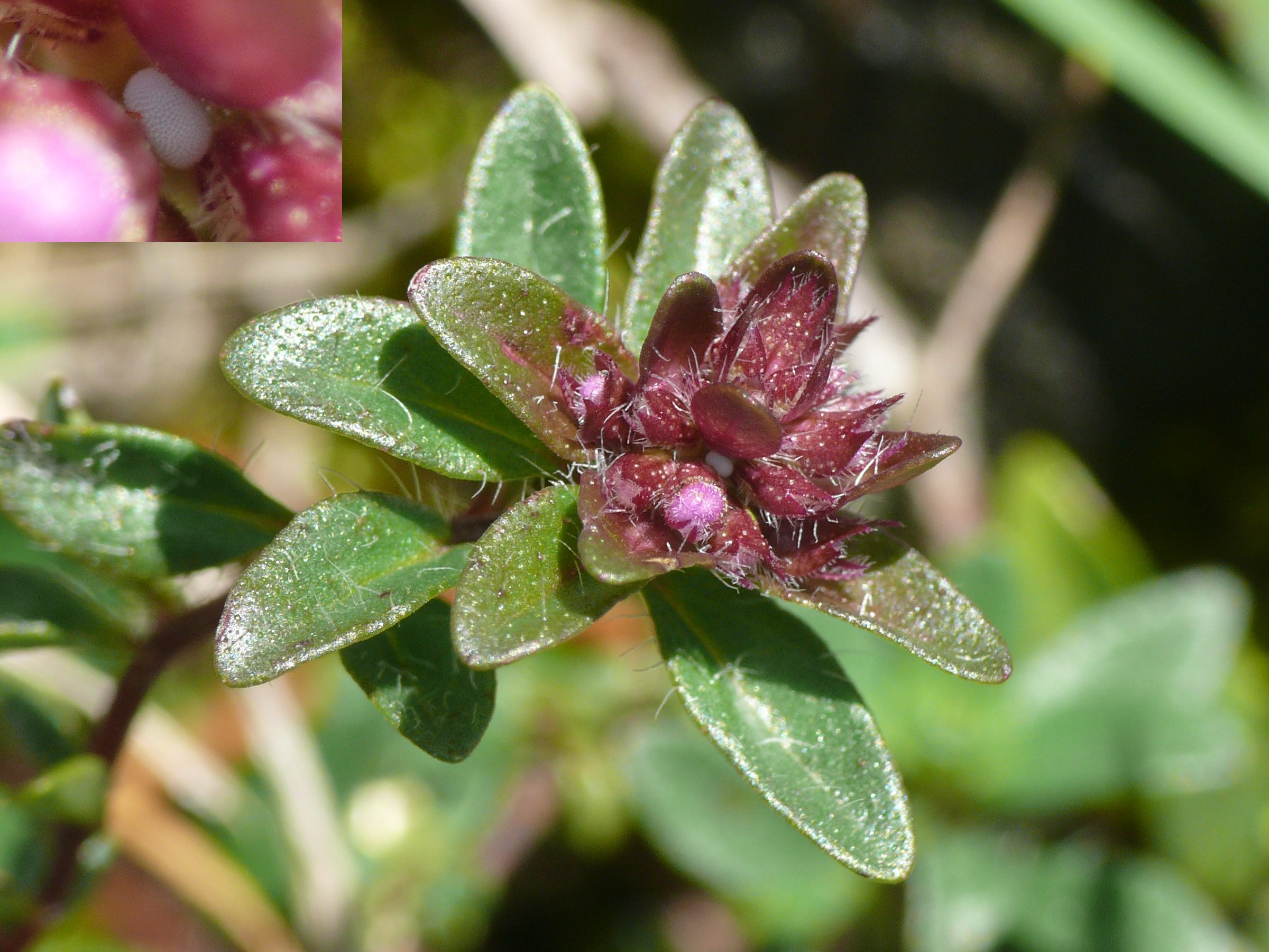
卵
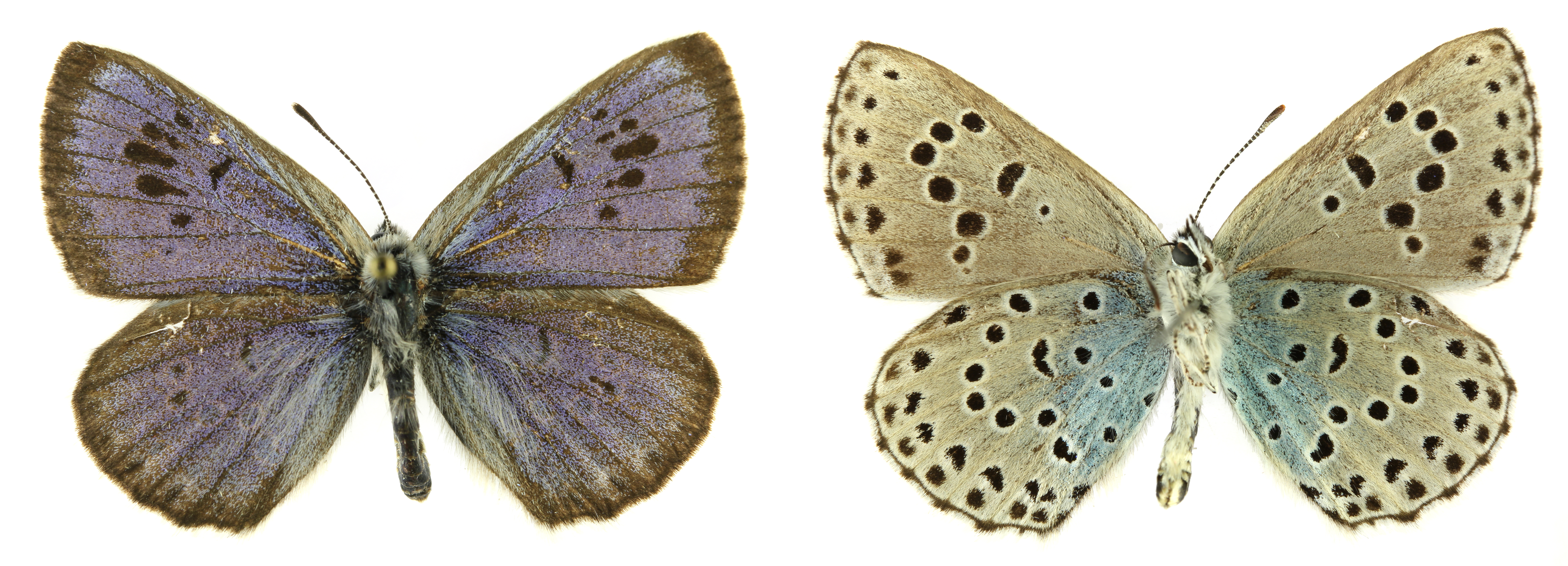
展翅標本, SLU蔵
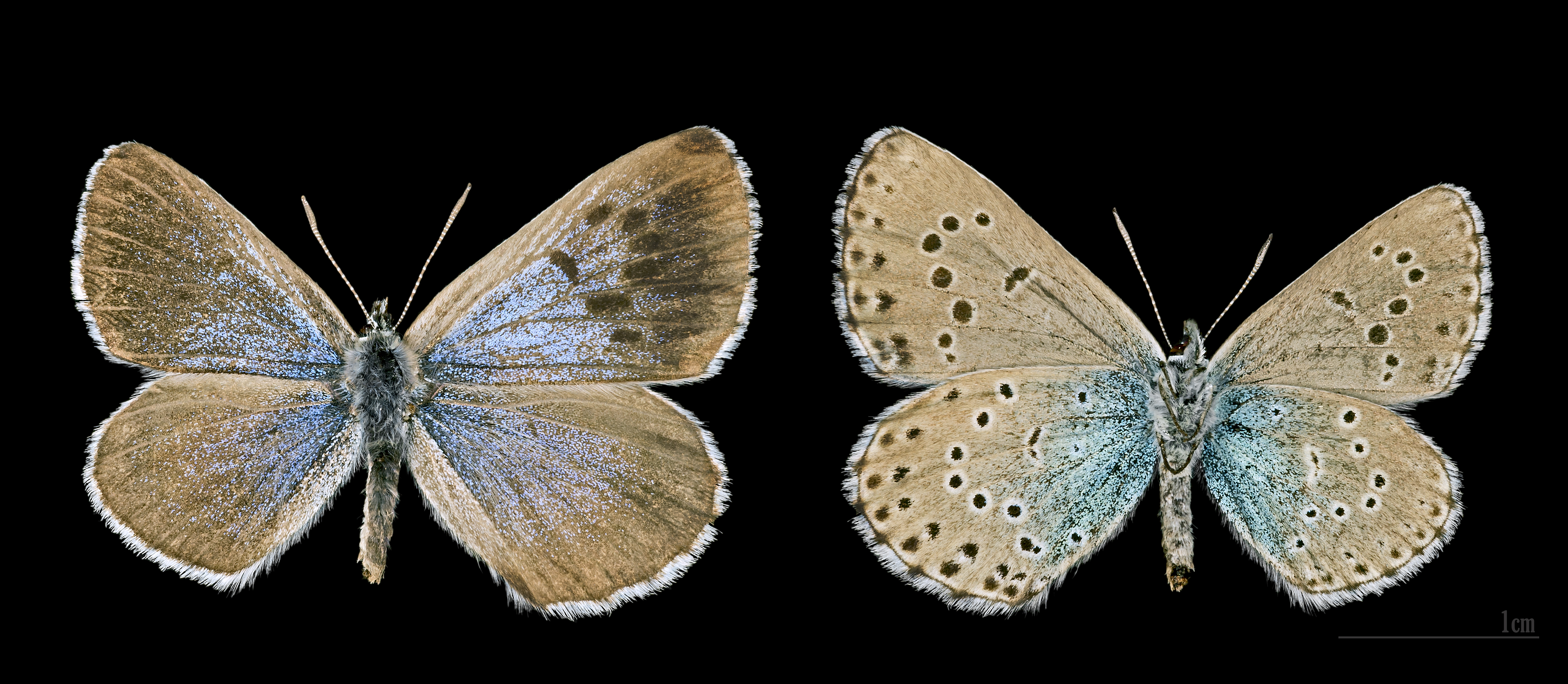
雌雄モザイク展翅標本, Muséum de Toulouse蔵